# Translucidus
Translucidus (česky průsvitný, zkratka tr) je jedna z oblačných odrůd. Může se vyskytovat u oblaků altocumulus, altostratus, stratus a stratocumulus. Tato odrůda se navzájem vylučuje s odrůdou opacus.

## Vzhled
Translucidus je oblak, který není natolik hustý, aby zcela zastínil slunce, takže skrz něj prosvítá. Pokud se oblak skládá z vodních kapiček, tak se slunce jeví ostře ohraničené. Pokud se oblak skládá z ledových krystalků, slunce se jeví neostře a vlivem lámání světla o ledové krystalky mohou vznikat halové jevy.

## Vznik
Obecně platí, že odrůda translucidus vzniká tehdy, když je vertikální mohutnost oblaku nižší než 600 metrů.